# I liga polska w rugby (1980/1981)
I liga polska w rugby (1980/1981) – dwudziesty piąty sezon najwyższej klasy ligowych rozgrywek klubowych rugby union w Polsce. Tytuł mistrza Polski zdobyła drużyna AZS AWF Warszawa, drugie miejsce zajęła Skra Warszawa, a trzecie Lechia Gdańsk.

## Uczestnicy rozgrywek
W rozgrywkach I ligi w tym sezonie uczestniczyło osiem drużyn. Było wśród nich siedem najlepszych drużyn poprzedniego sezonu: AZS AWF Warszawa, Polonia Poznań, Skra Warszawa, Budowlani Łódź, Orkan Sochaczew, Budowlani Lublin i Lechia Gdańsk oraz drużyna, która awansowała z II ligi – Posnania Poznań.

## Przebieg rozgrywek
Rozgrywki toczyły się w systemie jesień–wiosna, każdy z każdym, mecz i rewanż. Najsłabsza drużyna spadała do II ligi, a przedostatnia grała mecz barażowy o prawo gry w I lidze w kolejnym sezonie z drugą drużyną II ligi.
Wyniki spotkań:
|                  | AZS AWF Warszawa | Polonia Poznań | Skra Warszawa | Budowlani Łódź | Orkan Sochaczew | Budowlani Lublin | Lechia Gdańsk | Posnania Poznań |
| AZS AWF Warszawa | –                | 28:3           | 56:0          | 62:12          | 60:9            | 38:0             | 39:12         | 9:0 (wo)        |
| Polonia Poznań   | 3:52             | –              | 12:10         | 12:9           | 15:3            | 14:34            | 0:9 (wo)      | 31:0            |
| Skra Warszawa    | 6:13             | 21:15          | –             | 22:6           | 25:12           | 60:13            | 7:3           | 32:8            |
| Budowlani Łódź   | 11:40            | 6:7            | 10:12         | –              | 19:10           | 7:3              | 9:22          | 48:0            |
| Orkan Sochaczew  | 0:62             | 9:0 (wo)       | 14:14         | 12:6           | –               | 36:13            | 17:13         | 28:7            |
| Budowlani Lublin | 6:33             | 9:0 (wo)       | 16:22         | 9:13           | 8:12            | –                | 3:13          | 14:0            |
| Lechia Gdańsk    | 6:19             | 9:0 (wo)       | 17:8          | 35:10          | 15:6            | 10:15            | –             | 9:0 (wo)        |
| Posnania Poznań  | 9:23             | 8:16           | 12:29         | 10:23          | 9:14            | 13:27            | 7:18          | –               |

Tabela końcowa (na czerwono wiersz z drużyną, która miała spaść do II ligi, a na żółto z drużyną, która miała zagrać w barażu o utrzymanie w I lidze):
| Pozycja | Drużyna          | Punkty razem | Bilans punktów |
| ------- | ---------------- | ------------ | -------------- |
| 1       | AZS AWF Warszawa | 42           | 534:77         |
| 2       | Skra Warszawa    | 33           | 268:207        |
| 3       | Lechia Gdańsk    | 33           | 182:149        |
| 4       | Orkan Sochaczew  | 31           | 191:257        |
| 5       | Budowlani Łódź   | 24           | 189:256        |
| 6       | Budowlani Lublin | 24           | 170:271        |
| 7       | Polonia Poznań   | 22           | 128:207        |
| 8       | Posnania Poznań  | 12           | 83:327         |

Ostatecznie do drugiej ligi nie spadła żadna drużyna i nie odbył się baraż – na zakończenie sezonu sekcja rugby Polonii Poznań połączyła się z Posnanią i ta ostatnia pozostała w I lidze.

## II liga
Równolegle z rozgrywkami I ligi odbywała się rywalizacja w II lidze. Zagrało tam siedem drużyn. Do rozgrywek nie przystąpił zlikwidowany przed sezonem zespół rugby Bałtyku Gdynia, z kolei powróciła do rozgrywek Juvenia Kraków. W ciągu sezonu wycofały się Brda Rytel i druga drużyna Budowlanych Łódź. Rozgrywki toczyły się w systemie jesień–wiosna. Drużyny podzielono na dwie grupy: północną i południową. W grupie północnej drużyny grały każdy z każdym, mecz i rewanż. W grupie południowej rozgrywki odbywały się systemem turniejowym (w każdym turnieju drużyny grały każdy z każdym), przy czym odbyły się tylko trzy turnieje jesienne, a odwołano trzy turnieje wiosenne. Na zakończenie sezonu zwycięzcy obu grup rozegrali mecz finałowy. Obie drużyny uczestniczące w nim awansowały do I ligi.
Końcowa klasyfikacja w grupach II ligi (na żółto wiersz z drużynami, które awansowały do finału ligi):
| Grupa północna | Grupa północna    | Grupa południowa | Grupa południowa  |
| Pozycja        | Drużyna           | Pozycja          | Drużyna           |
| -------------- | ----------------- | ---------------- | ----------------- |
| 1              | Ogniwo Sopot      | 1                | Czarni Bytom      |
| 2              | Lechia II Gdańsk  | 2                | Juvenia Kraków    |
| 3              | Budowlani Olsztyn | 3                | Budowlani II Łódź |

W finale ligi Czarni Bytom pokonali Ogniwo Sopot 17:6.

## Inne rozgrywki
W finale Pucharu Polski AZS AWF Warszawa pokonał Budowlanych Łódź 34:3. W mistrzostwach Polski juniorów zwycięstwo odniosła Skra Warszawa. 

## Nagrody
W 1981 po raz pierwszy Polski Związek Rugby przyznał nagrody dla najlepszego zawodnika i trenera. Najlepszym zawodnikiem został Jerzy Milart, a trenerem Ryszard Wiejski.